# Phthonoloba altissima
Phthonoloba altissima là một loài bướm đêm trong họ Geometridae.